# Aurorafalter

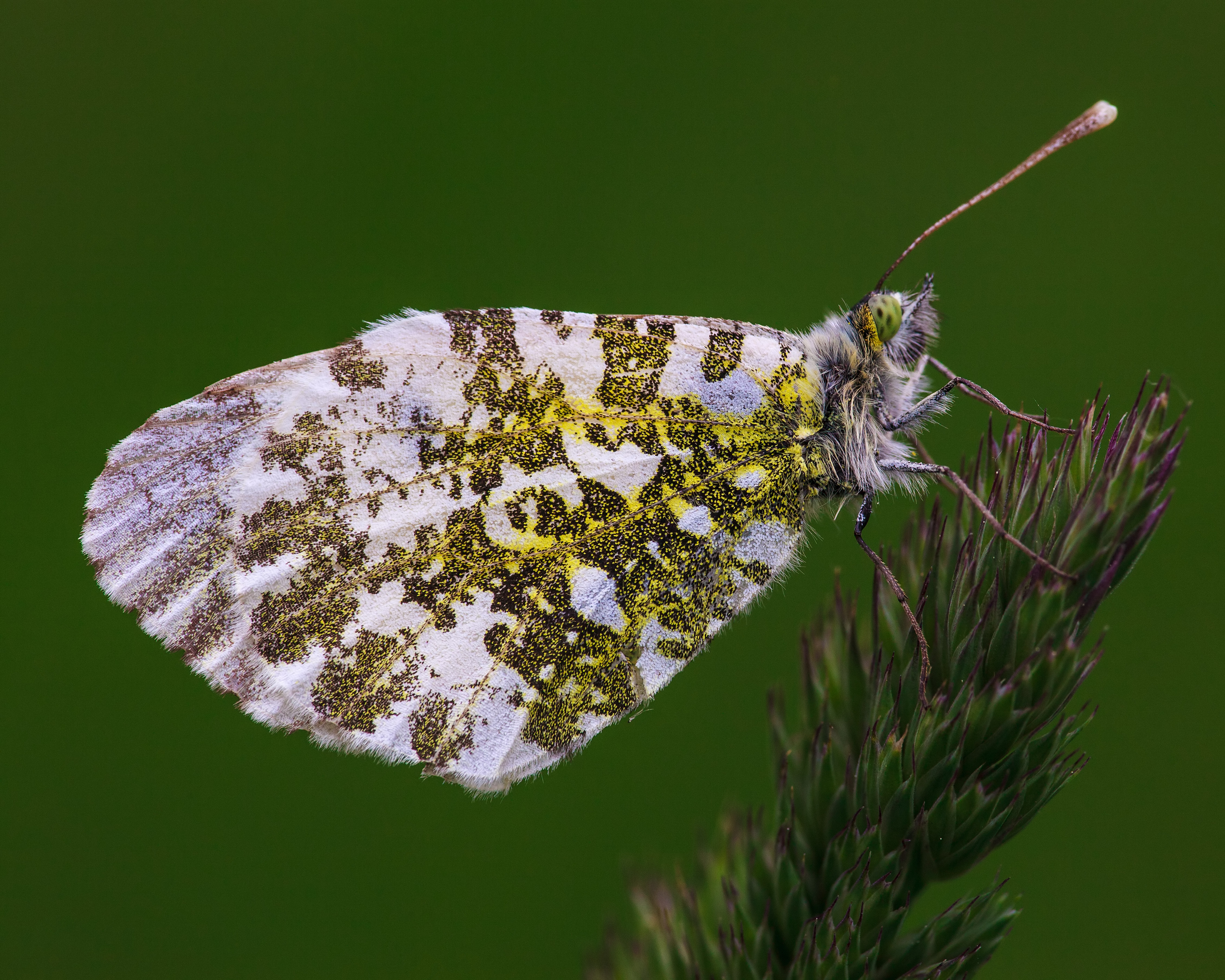
Flügelunterseite eines Weibchens

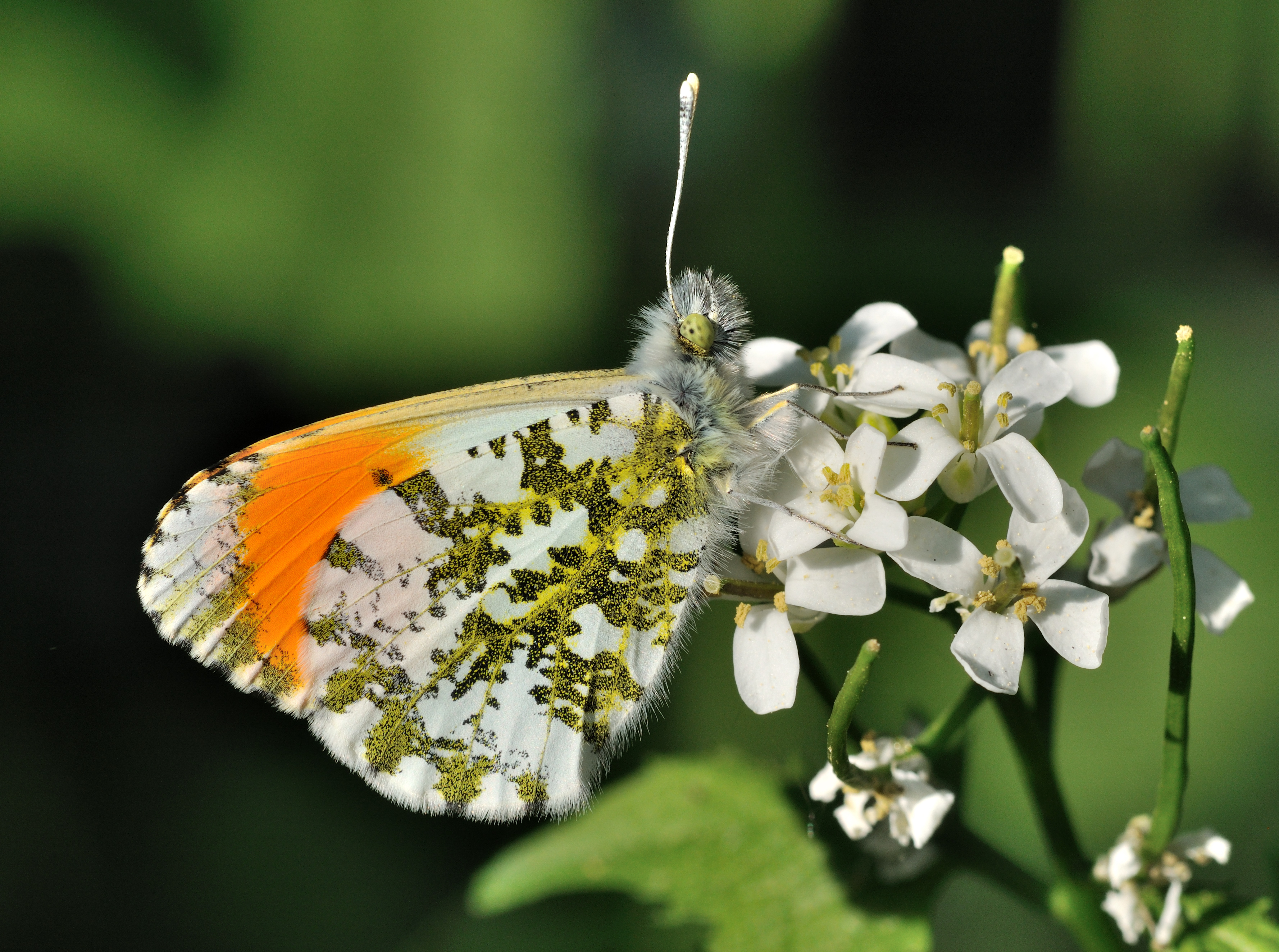
Flügelunterseite eines Männchens

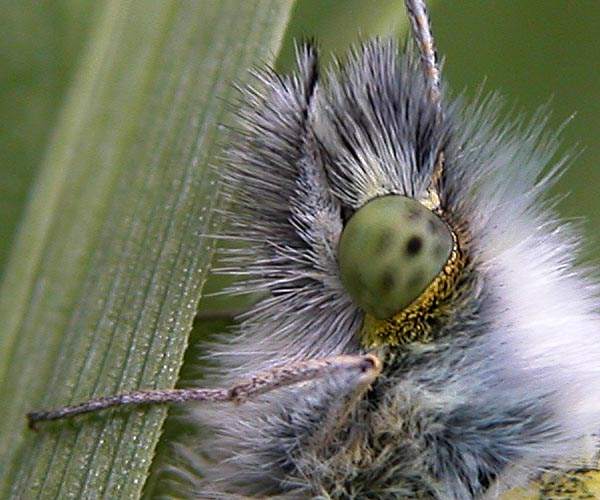
Kopfdetail eines Männchens

Der Aurorafalter (Anthocharis cardamines) ist ein Schmetterling (Tagfalter) aus der Familie der Weißlinge (Pieridae). Der Artenname leitet sich von den Pflanzenarten der Gattung Cardamine (Schaumkräuter) ab, deren Blätter eine Nahrung der Raupen darstellen.

## Merkmale
Die Falter erreichen eine Flügelspannweite von 35 bis 45 Millimetern. Die Flügel beider Geschlechter sind weiß, wobei die äußerste Spitze der Vorderflügel grau bis grau-schwarz gefärbt ist und etwa in der Mitte dieser Flügel ein kleiner schwarzer Punkt zu erkennen ist. Die äußere Hälfte der Vorderflügel der Männchen ist auffallend orange gefärbt. Da die orange Färbung beim Weibchen fehlt, sind diese leicht mit anderen Arten der Weißlingen (Pieridae) zu verwechseln. Die Unterscheidung erfolgt dann anhand der Hinterflügelunterseite, die bei beiden Geschlechtern eine unregelmäßige gelblich-schmutziggrüne und weiße Fleckzeichnung aufweist. Beim Männchen ist die Orangefärbung der Vorderflügeloberseite auch auf der Unterseite zu sehen.

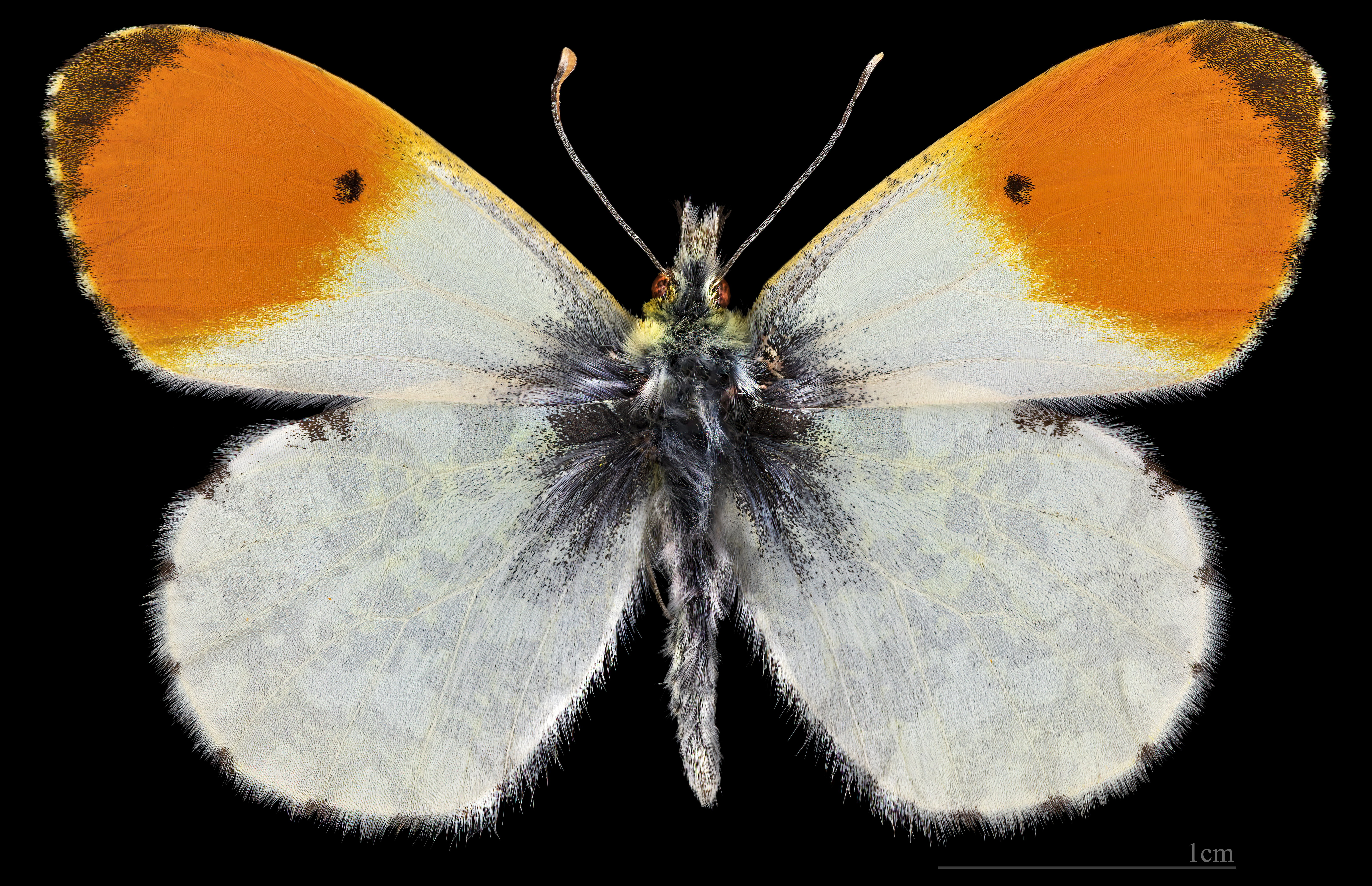
Anthocharis cardamines ♂
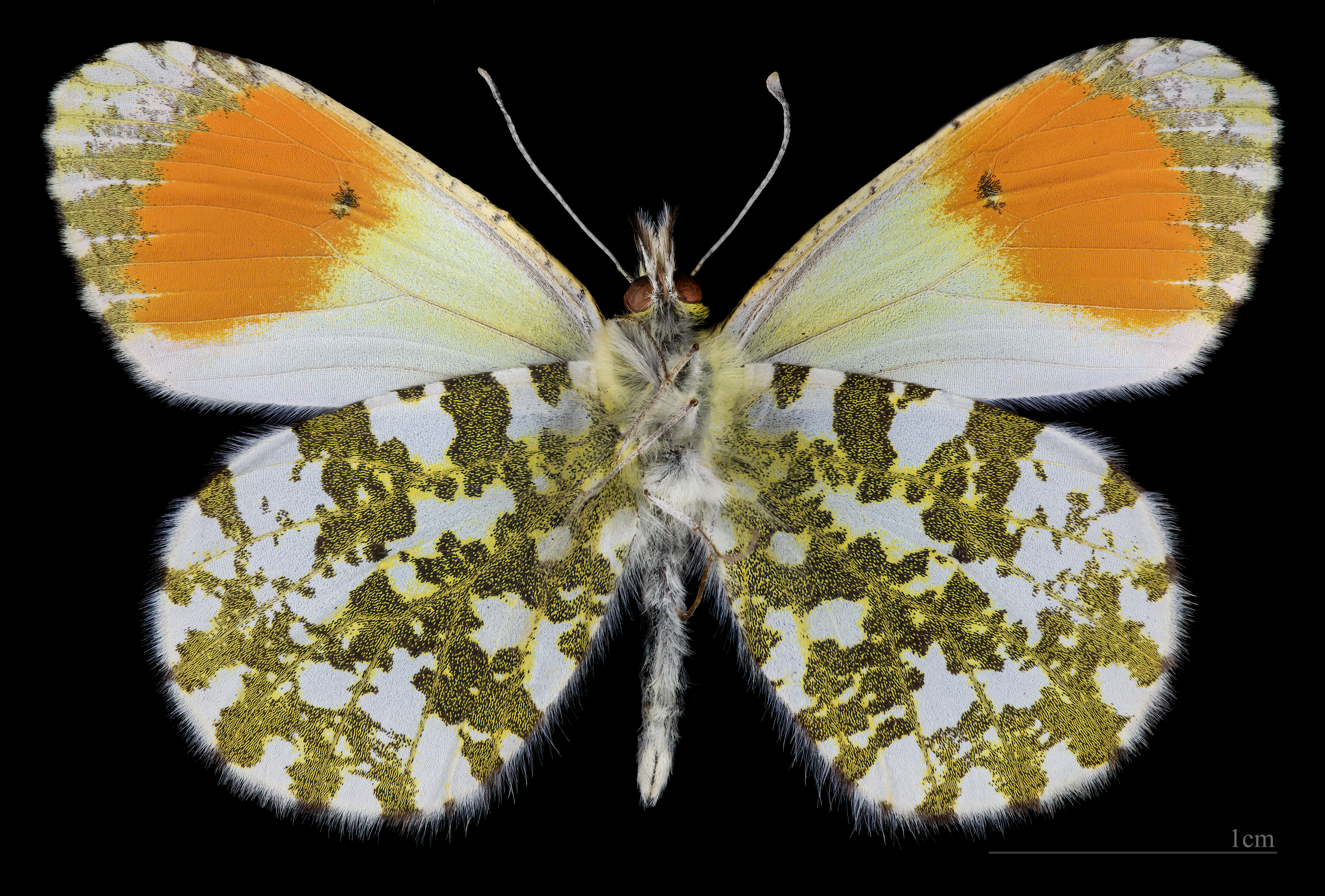
Anthocharis cardamines ♂  △
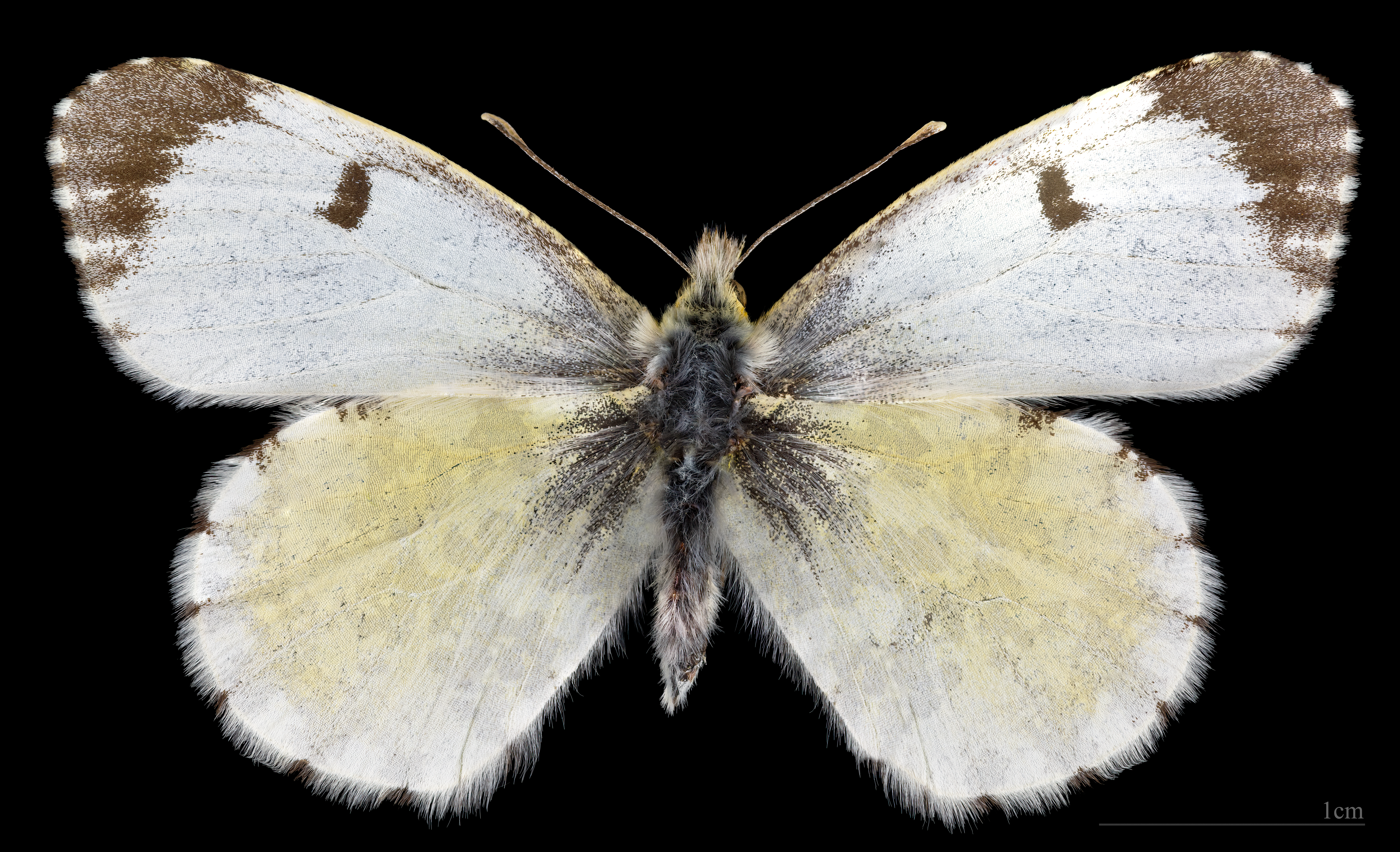
Anthocharis cardamines  ♀
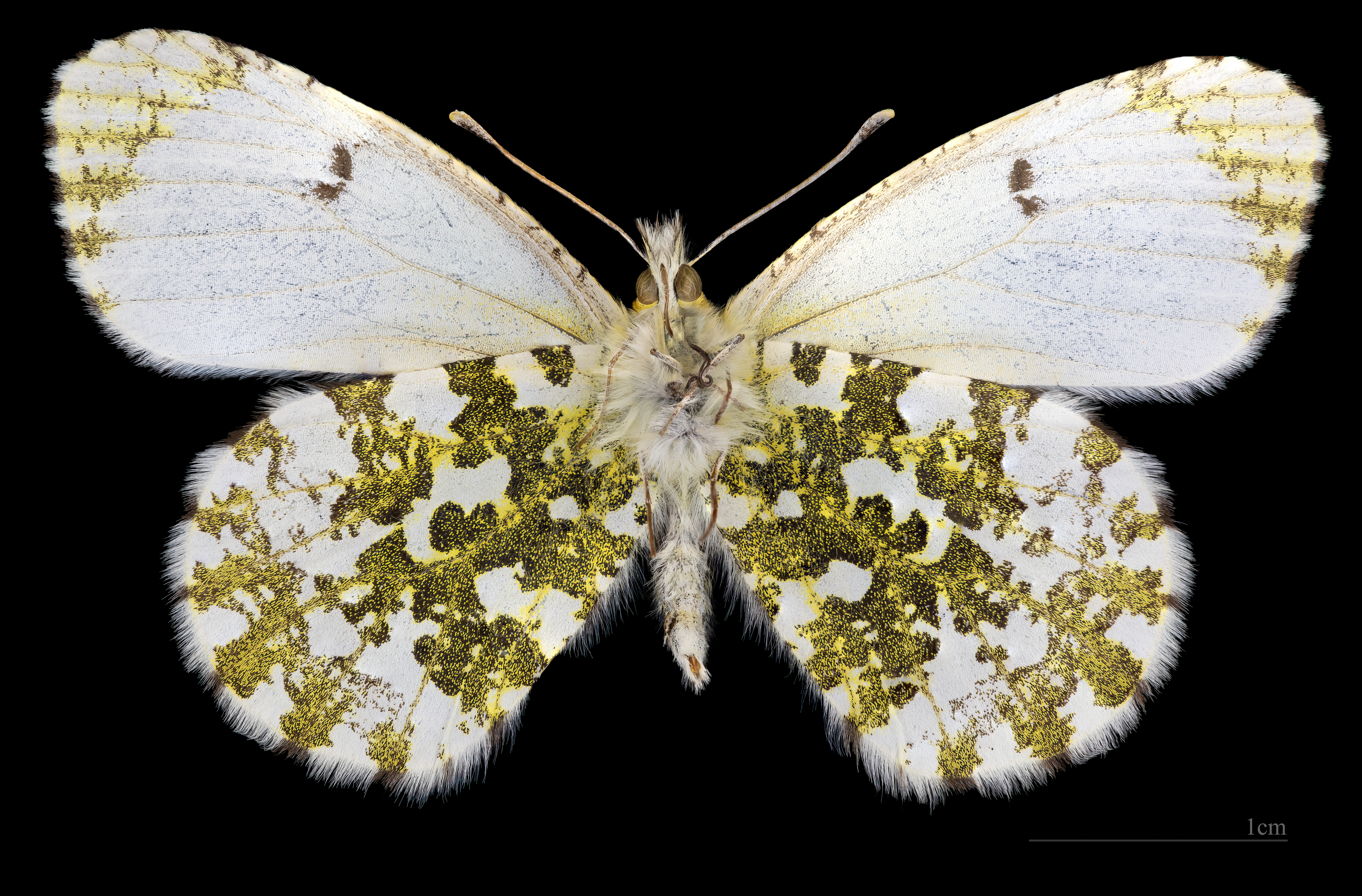
Anthocharis cardamines ♀ △

Die Raupen werden ca. 30 Millimeter lang. Die blaugrüne Oberseite geht an den Körperseiten ins Weiße über. Auf der Unterseite sind sie dunkelgrün. Sitzt die Raupe wie üblich rückenabwärts an der Futterpflanze, z. B. an den noch grünen Schoten, dann kommt es so zu einer Aufhellung des Körperschattens und bedingt damit eine Art Tarnung: Prinzip der Gegenschattierung.

### Ähnliche Arten
Die Männchen sind unverwechselbar, die Weibchen sind aber mit mehreren Arten zu verwechseln:
- Resedafalter (Pontia edusa)
- Westlicher Resedaweißling (Pontia daplidice)
- Mattfleckiger Weißling (Euchloe simplonia)
- Östlicher Aurorafalter (Anthocharis damone)
- Gelber Aurorafalter (Anthocharis euphenoides)

### Unterarten
- Anthocharis cardamines progressa (Sovinsky 1905)
- Anthocharis cardamines septentionalis (Wnukowsky, 1927)
- Anthocharis cardamines phoenissa (von Kalchberg, 1894)
- Anthocharis cardamines (Hemming, 1933)
- Anthocharis cardamines koreana (Matsumura, 1925)
- Anthocharis cardamines kobayashii (Matsumura, 1925)
- Anthocharis cardamines isshikii (Matsumura, 1925)
- Anthocharis cardamines hayashii (Fujioka, 1970)
- Anthocharis cardamines niphonica[3]

## Vorkommen
Die Aurorafalter sind im gesamten Europa und im Mittleren Osten weit verbreitet. In Asien kommen sie in gemäßigten Klimabereichen bis Japan vor. Sie leben auf mageren und trockenen Wiesenbereichen oder auch auf Feuchtwiesen sowie in lichten und feuchten Wäldern. Sie sind fast überall häufig.

## Lebensweise
Im Mai heftet das Weibchen ein Ei, selten auch mehrere, an die Blütenstiele der Raupenfutterpflanzen an. Das spindelförmige Ei ist anfangs weiß, später orange. Nach wenigen Tagen schlüpfen die Raupen, um sich bevorzugt von den Blüten und Fruchtständen (Schoten) der Kreuzblütler zu ernähren. Sie sind strikte Einzelgänger und meiden die Gesellschaft von Artgenossen. Die Raupen sind aufgrund ihrer Färbung nur schwer zu erkennen. Nach etwa fünf Wochen ist die Fress- und Wachstumsphase abgeschlossen. Die Raupe sucht sich nun eine geeignete Unterlage in Bodennähe, meist einen Pflanzenstängel in der Nähe der Nahrungspflanze. An diesem verpuppt sie sich zu einer bald graubraunen oder grünen Gürtelpuppe. Diese wirkt holzartig, ist schmal und hat ein sichelförmig ausgezogenes Kopfende, durch das sie wie ein Pflanzendorn erscheint. Die Puppe überwintert, der Falter schlüpft nach einer zehnmonatigen Puppenruhe in der ersten Wärmeperiode im darauffolgenden Jahr.
Die bevorzugten Raupennahrungspflanzen des Aurorafalters sind das Wiesen-Schaumkraut (Cardamine pratensis) und die Knoblauchsrauke (Alliaria petiolata). Weitere Nahrungspflanzen sind Arten der Kreuzblütler (Brassicaceae), beispielsweise Einjähriges Silberblatt (Lunaria annua), Gewöhnliche Nachtviole (Hesperis matronalis) oder Turmkraut (Arabis glabra).

### Flug- und Raupenzeiten
Die Raupen findet man von Mai bis Anfang Juli, in höheren Lagen auch noch später. Die erwachsenen Tiere fliegen von Anfang April bis Juni, in warmen Gebieten von Ende März bis Ende Mai. In höheren Lagen beginnt die Flugzeit erst Mitte oder Ende April; dort können die Falter bis in den Juli hinein angetroffen werden.

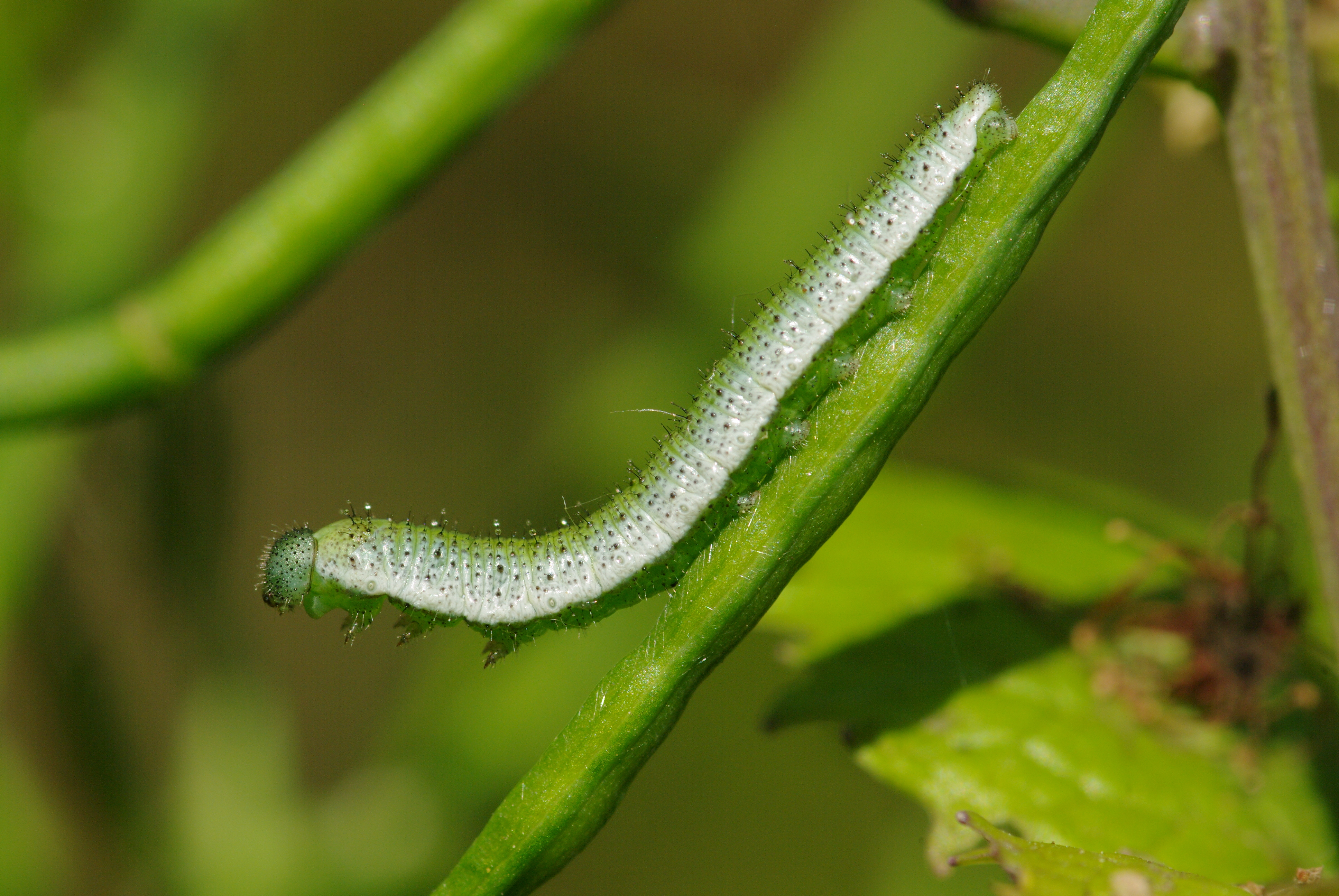
Raupe des Aurorafalters
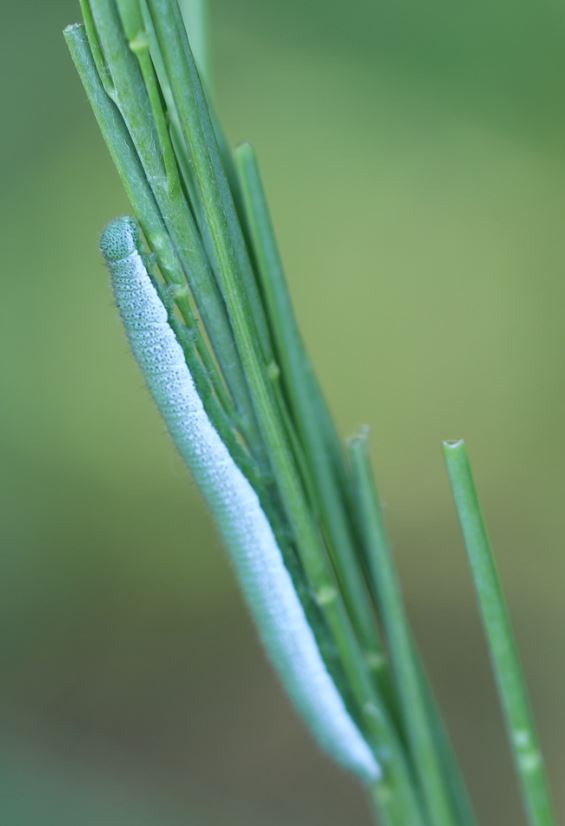
Raupe Mitte Mai an Turmkraut
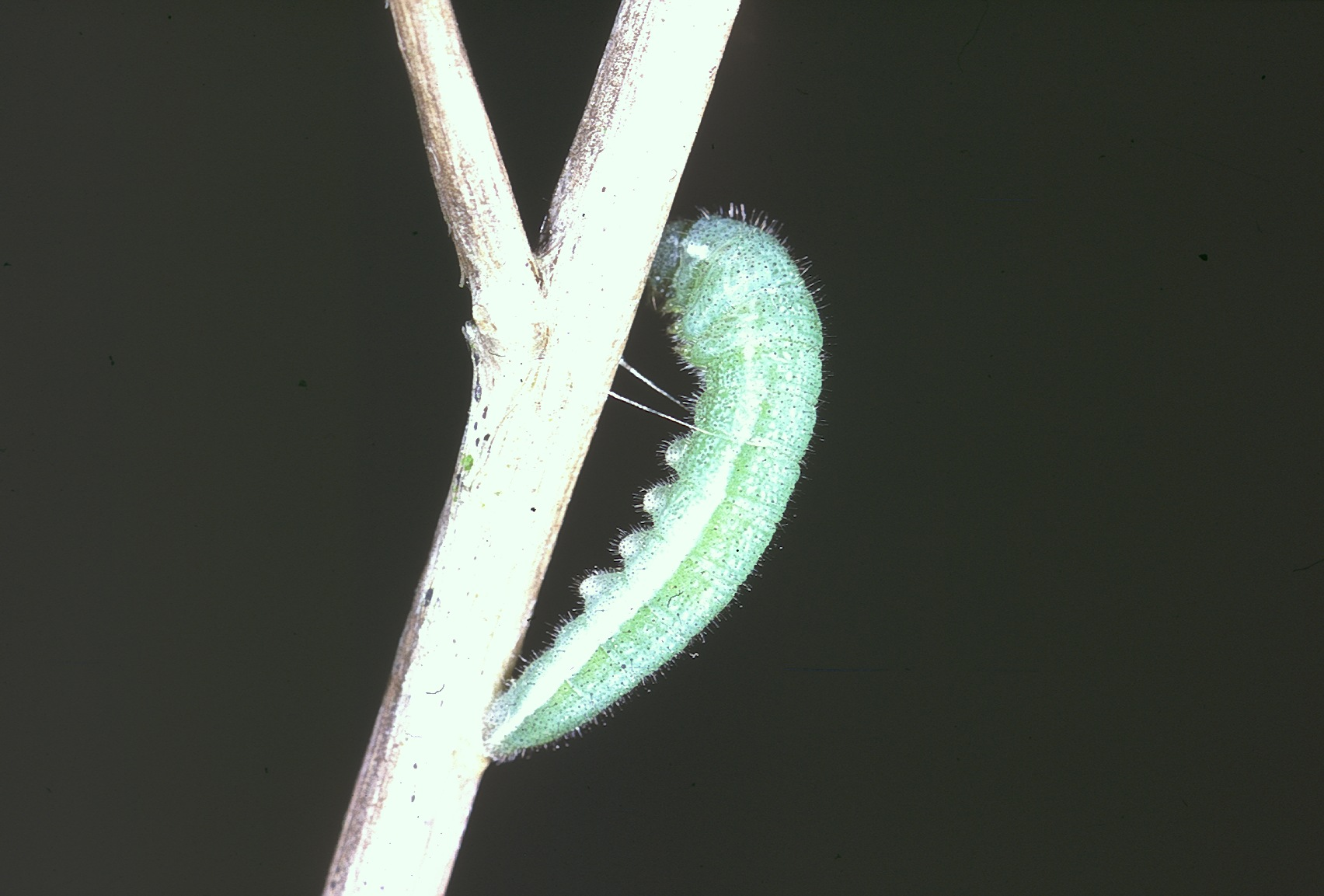
Verpuppungsreife Raupe des Aurorafalters mit Gürtelfaden und Verankerung der Hinterleibsspitze
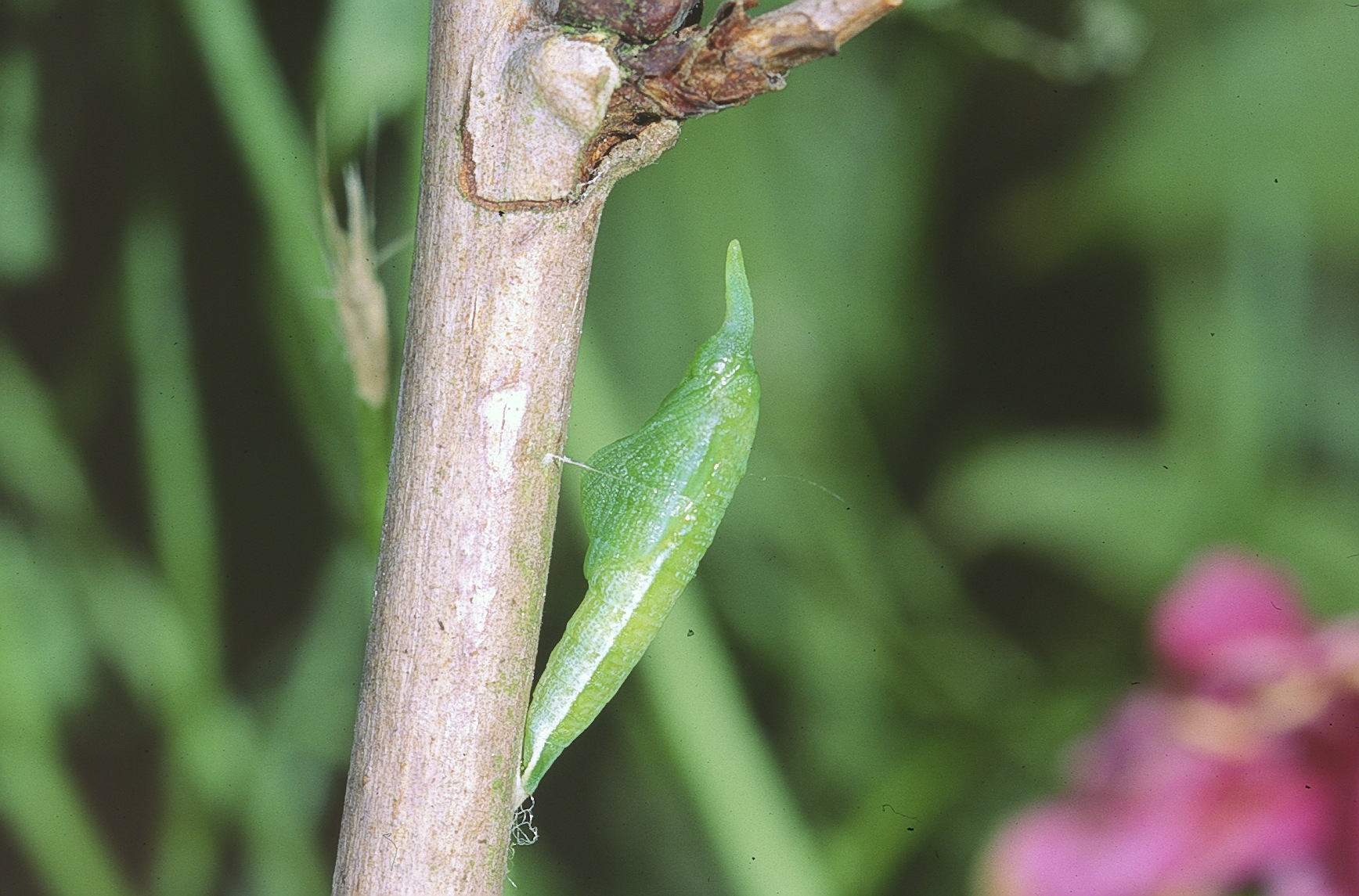
Noch grüngefärbte Gürtelpuppe, erkennbar schon die Flügelansätze
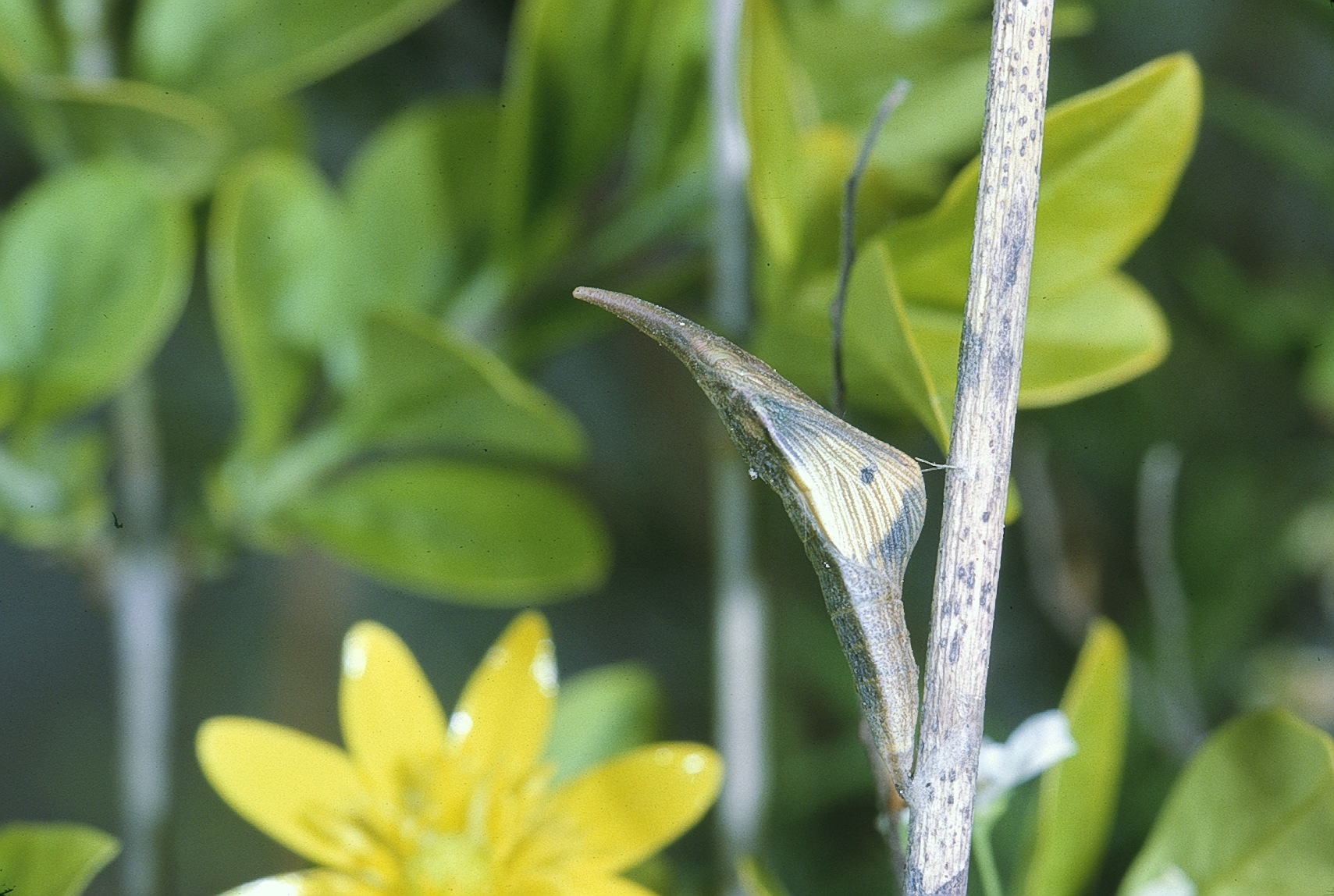
Gürtelpuppe des Aurorafalters
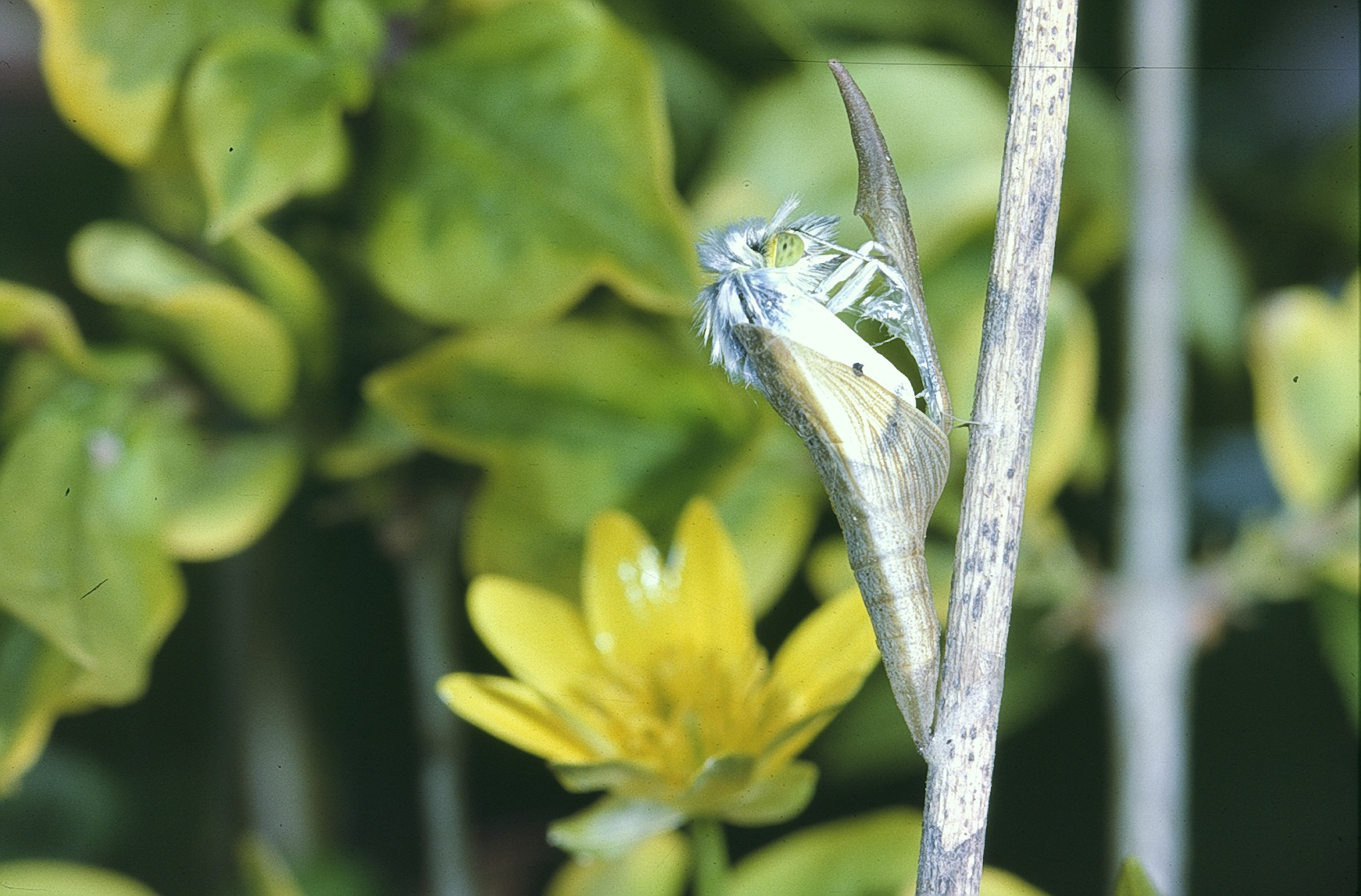
Ein Aurorafalter schlüpft aus der Puppenhülle (Exuvie)
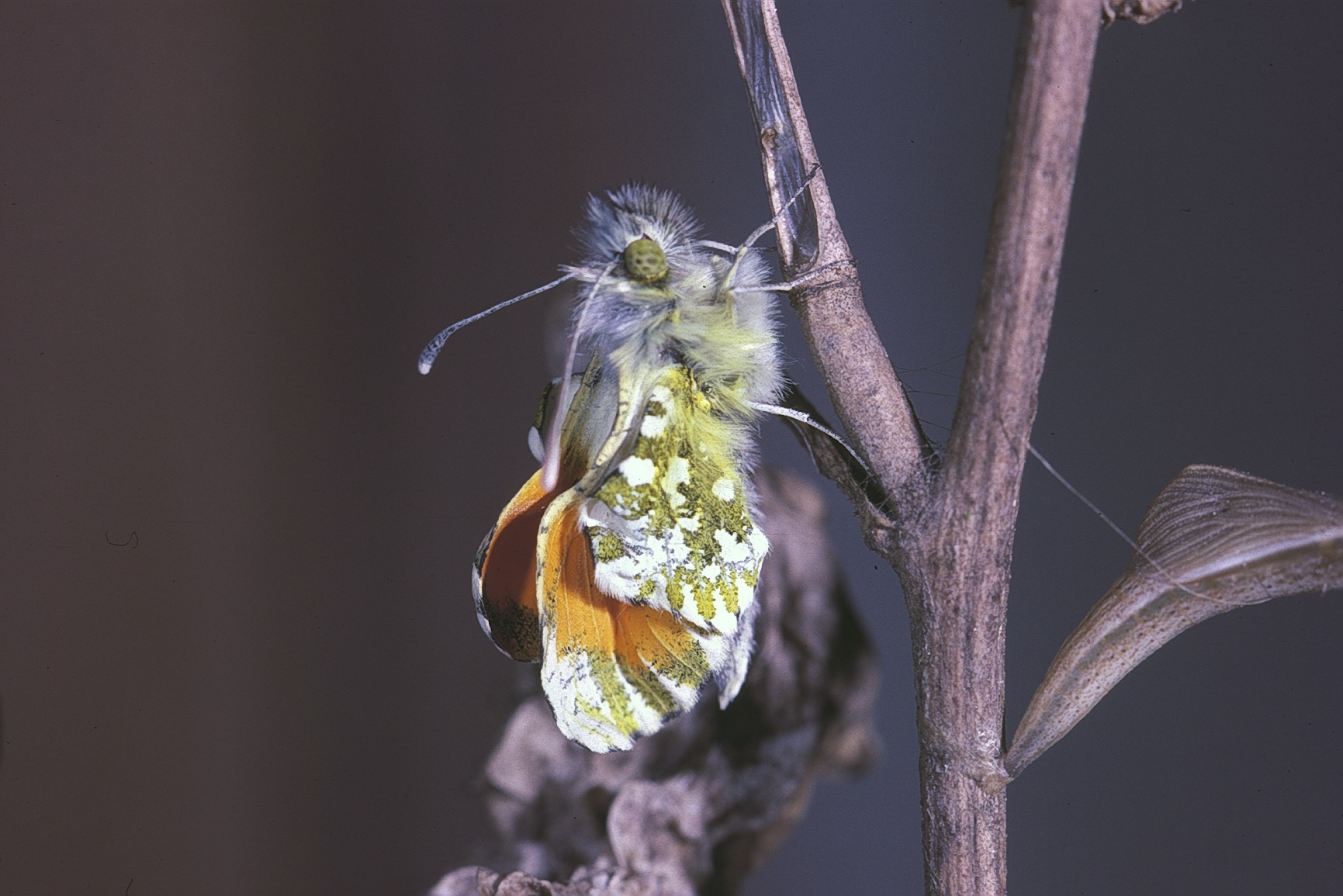
Frisch geschlüpfter Aurorafalter mit noch nicht voll entfalteten Flügeln